# Två män som betraktar månen
Två män som betraktar månen (tyska: Zwei Männer in Betrachtung des Mondes) är en serie oljemålningar av den tyske romantiske konstnären Caspar David Friedrich. Originalversionen är från 1819–1820 och ingår i samlingarna på Galerie Neue Meister i Dresden. En annan version är från 1825–1830 och är i Metropolitan Museum of Arts ägo i New York. En tredje, liknande version heter Man och kvinna som betraktar månen (tyska: Mann und Frau in Betrachtung des Mondes) och målades omkring 1824. Den är utställd på Alte Nationalgalerie i Berlin. Därtill finns ett par målningar på samma tema i privat ägo.
Målningen visar två vandrare som befinner sig i ett skymningsland mellan dag och natt. De skådar över ett oändligt, fjärran landskap. Som så ofta i Friedrichs målningar är mannen klädd i en gammaltysk dräkt (Altdeutsche Tracht), en patriotisk gest som blev särskilt populär i samband med och i efterdyningarna av Frankrikes ockupation av Tyskland under Napoleonkrigen. 
De två männen har antagits vara Friedrich själv till höger och hans elev August Heinrich (1794–1822) till vänster. Friedrichs vän, den norske konstnären Johan Christian Dahl som var Dresdenversionens första ägare, hävdade dock att de avbildade var Friedrichs svåger Christian Wilhelm Bommer till höger och Heinrich till vänster. Det som möjligen talar emot Dahls version är att Bommer endast var 18 år vid målningens tillkomst. I Man och kvinna som betraktar månen är de porträtterade vandrarna Friedrich och Christiane Caroline Bommer, konstnärens hustru från 1818.

## Andra versioner

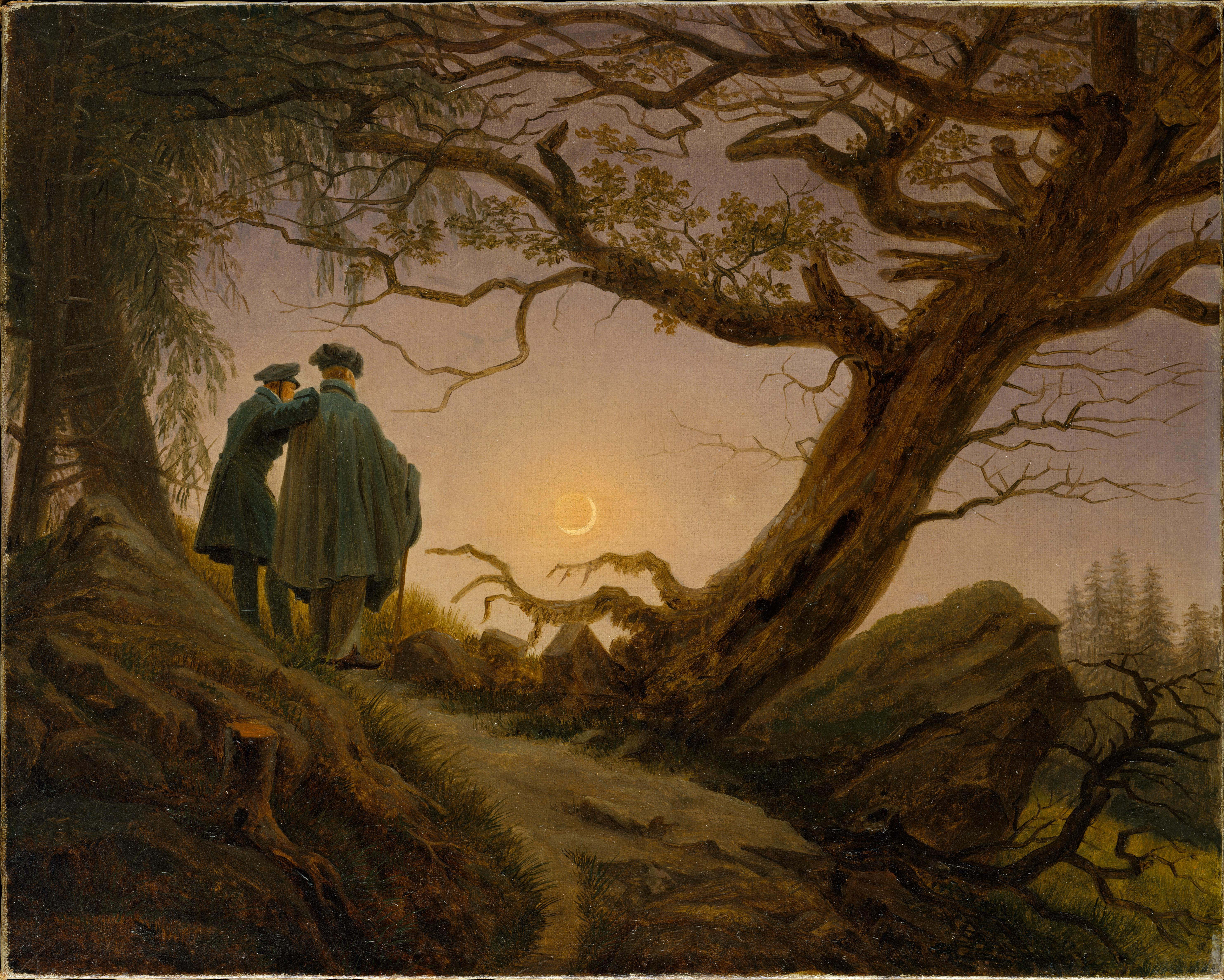
Friedrichs Två män som betraktar månen från 1825–1830 (34,9 x 43,8 cm). Metropolitan Museum of Art.
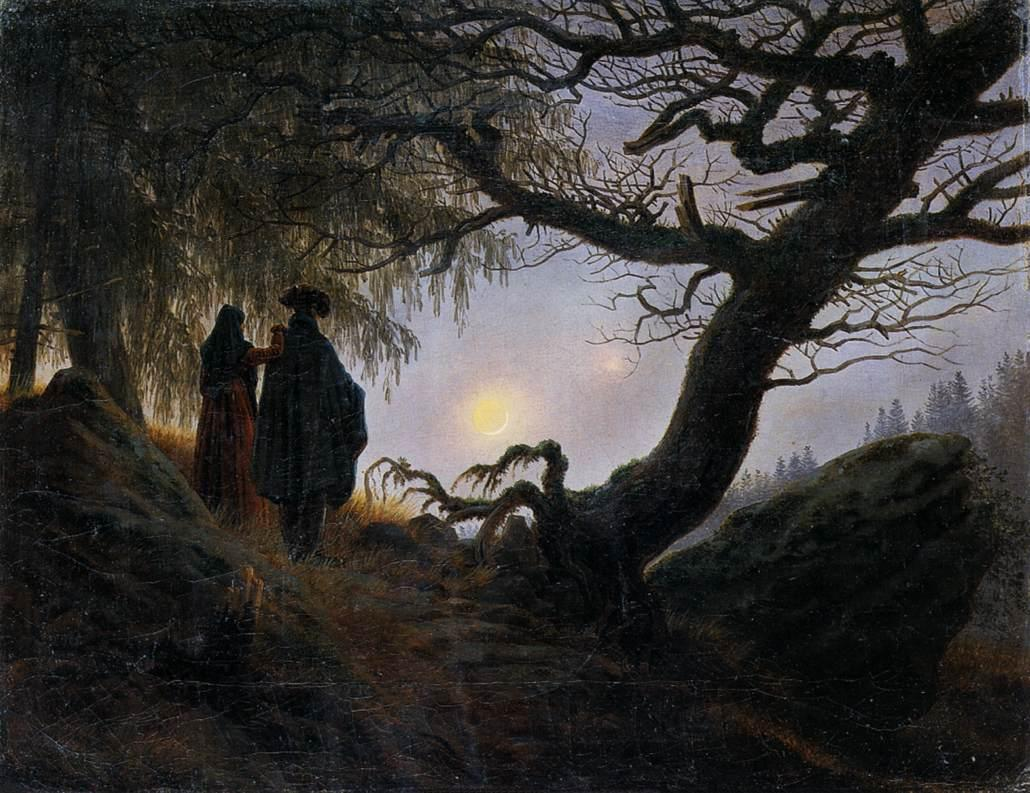
Friedrichs Man och kvinna som betraktar månen från omkring 1824 (34 x 44 cm). Alte Nationalgalerie.